# Мизерикордия (полочка)

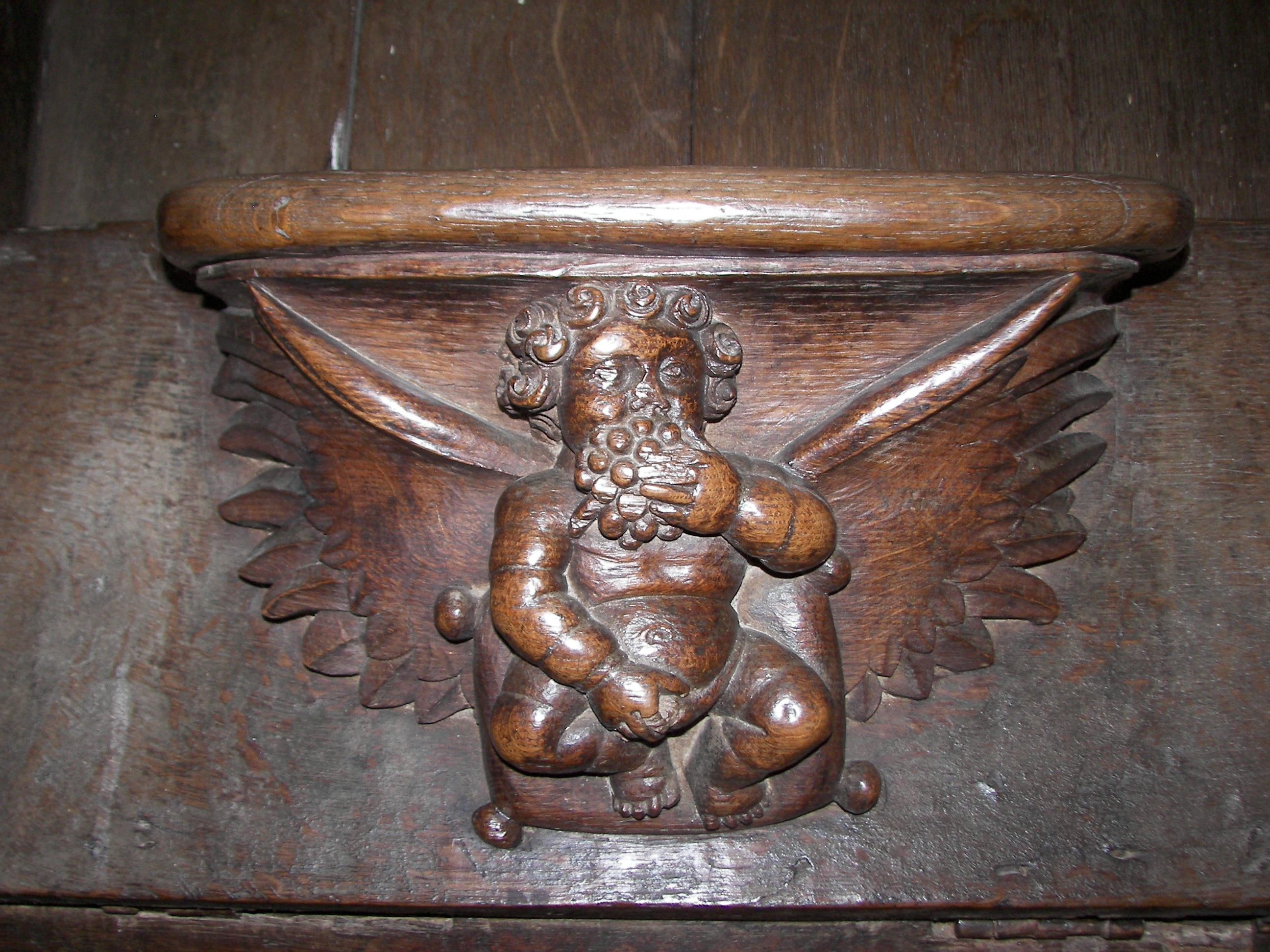
Ангел на мизерикордии в церкви Сан-Прикс (Нуазье, Индр-эт-Луар, Франция)

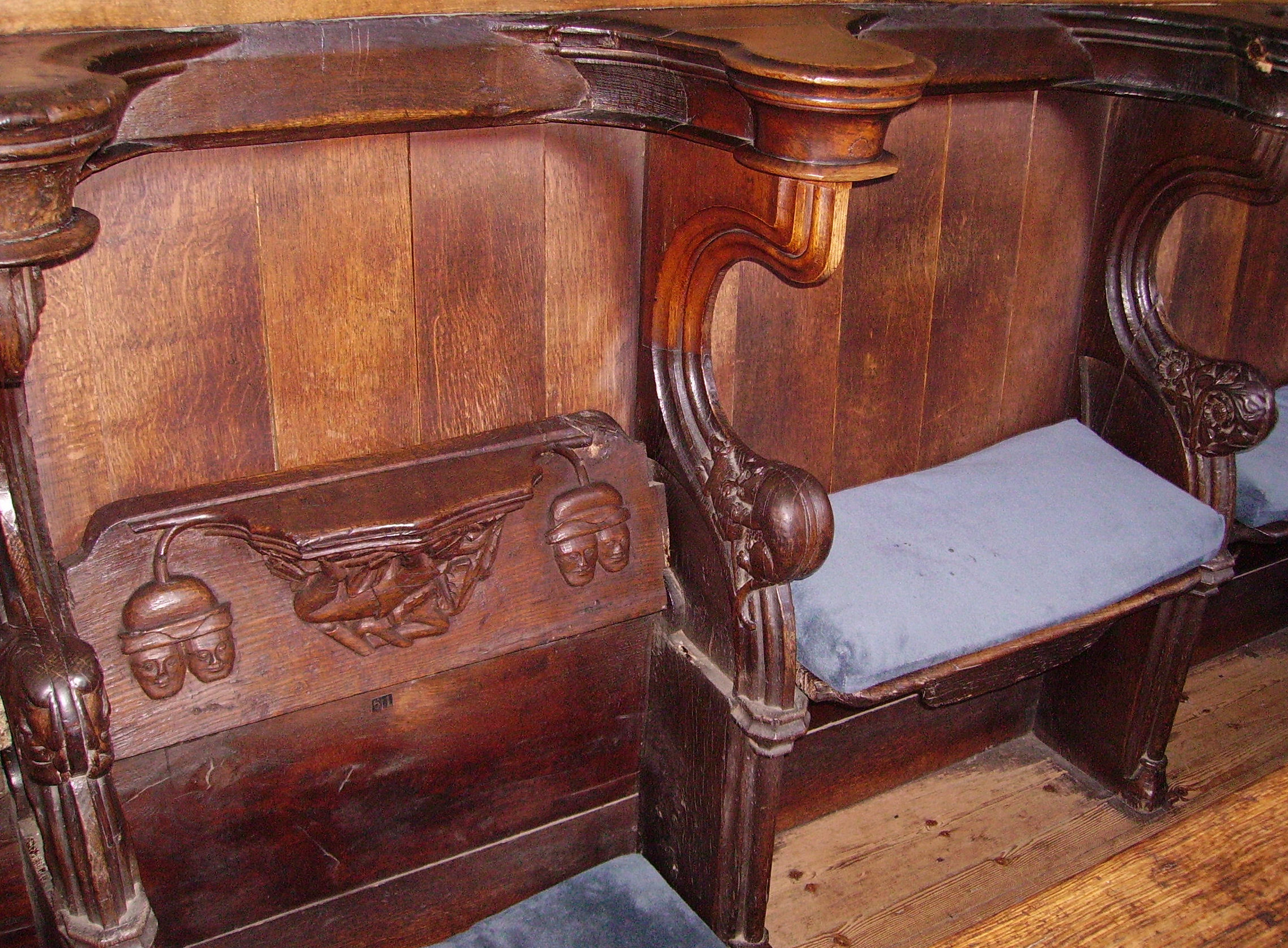
Сиденья опущенное и откинутое. Бостон, Линкольншир

Мизерикордия (буквально «милосердие») — небольшая полочка с нижней стороны откидного сиденья для клириков на хорах западноевропейских церквей, предназначенная для того, чтобы опираться на неё во время долгого стояния на молитве.

## История
В раннем Средневековье во время ежедневных служб священники стояли с воздетыми руками. Престарелые или слабые пользовались костылём или, позднее, мизерикордией — полочкой под откидным сиденьем. Как и остальные деревянные предметы в средневековых церквях, мизерикордии, хотя и не расположенные на виду, украшались резьбой и даже сюжетными сценками.
В Англии мизерикордии сохранились с XIII века, полочки с XVII считаются не имеющими исторической ценности новоделами: например, каталог 1969 года называет всё после 1600 года «современным» и редко даже даёт им описания. Тем не менее существует большое количество прекрасных художественных работ викторианской эпохи и XX века.
Наиболее древние мизерикордии — середины XIII века — находятся на хорах Эксетерского собора. Множество английских мизерикордий осталось с XIV—XV веков. Любопытно, что сюжеты резьбы на них, несмотря на христианское окружение, как правило, мирские, языческие и даже иногда непотребные.
Места для клириков на хорах монастырских и коллегиальных церквей часто разрушали или разбирали по приходским церквям в ходе реформации в XVI веке. Те, что пережили Тюдоров, пострадали от иконоборчества пуритан в ходе английской революции и от викторианских реставраций.
Скрытое расположение и простонародная иконография мизерикордий позволяют рассматривать их как провокативное искусство. Эти мотивы вновь возникают в современном изобразительном искусстве и литературе.

## В православии
В греческих православных монастырях аналоги мизерикордий используются для чтения кафисм, но они выполняются очень просто и безыскусно. Русская православная церковь индивидуальных сидений для монахов обычно не делает и пользуется скамьями. Греческие монахи на службе опираются на мизерикордии, русские — стоят прямо. Православные миряне службы тоже стоят, не садясь и не преклоняя колен, и сидеть могут только престарелые и больные.

## Мизерикордия-трапезная
В чём-то аналогичную функцию облегчения монашеских строгостей несёт получившая такое же название мизерикордия-трапезная в бенедиктинских монастырях. Устав св. Бенедикта строго ограничивает дозволенную монахам в общей трапезной пищу, в частности, мясо четвероногих животных могут употреблять только больные. В позднем средневековье это установление обходили устройством мизерикордии-трапезной, в которой питались все монахи по особому расписанию, так что каждый день половина братьев соблюдала устав в трапезной, а другая могла чревоугодничать. Например, в Вестминстерском аббатстве мизерикордия-трапезная построена между 1230 и 1270 годом.

## Фотогалерея

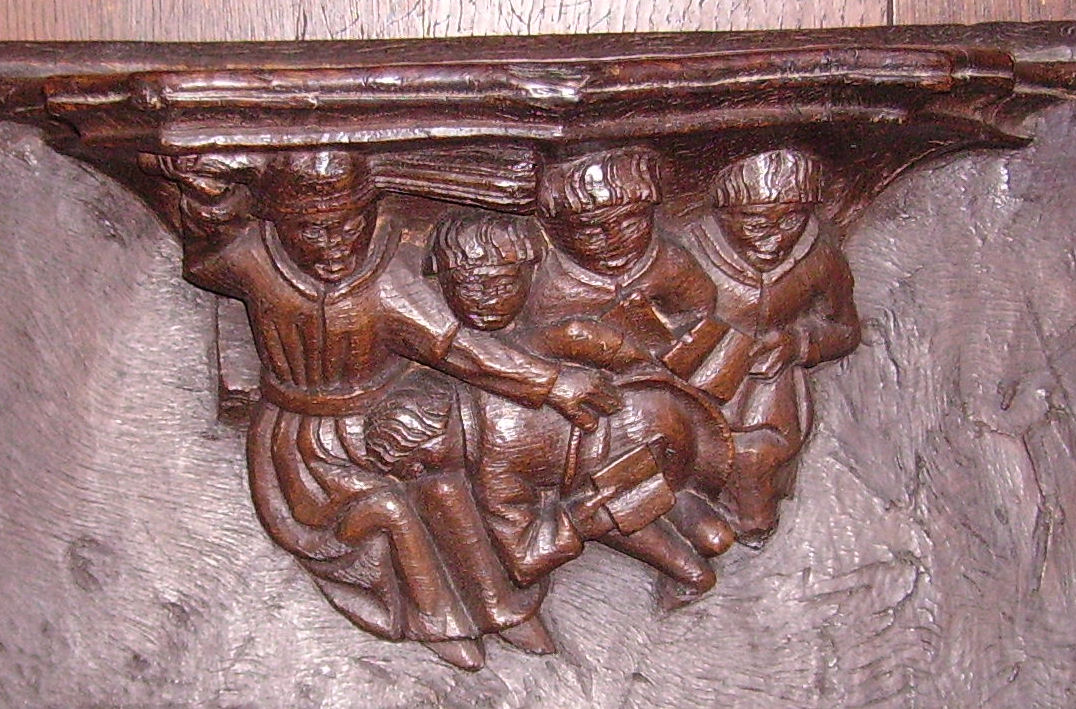
Учитель сечёт школьника. Церковь св. Ботольфа в Бостоне (Линкольншир)
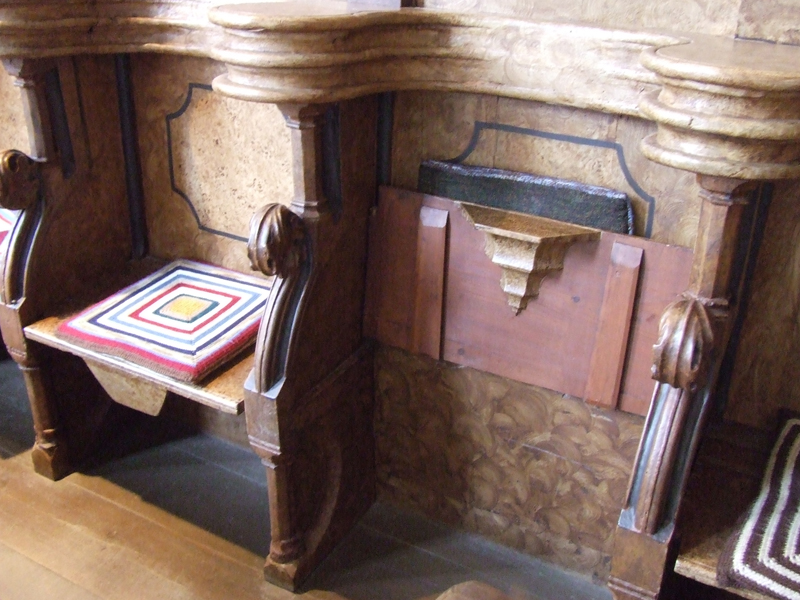
Простая форма консоли. Бехтольсхайм, Германия
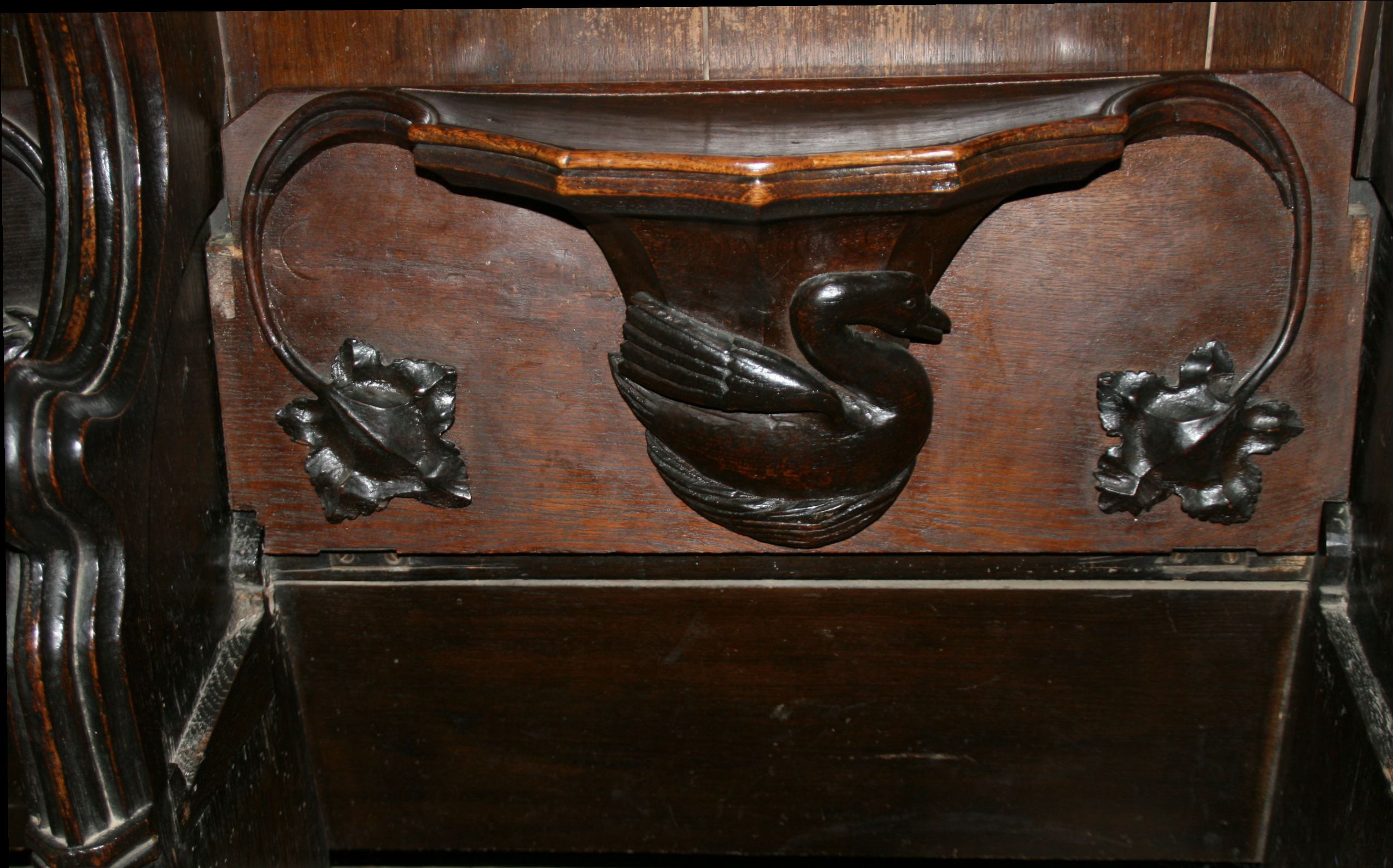
Лебедь и листья. Колледж Магдалины в Оксфорде
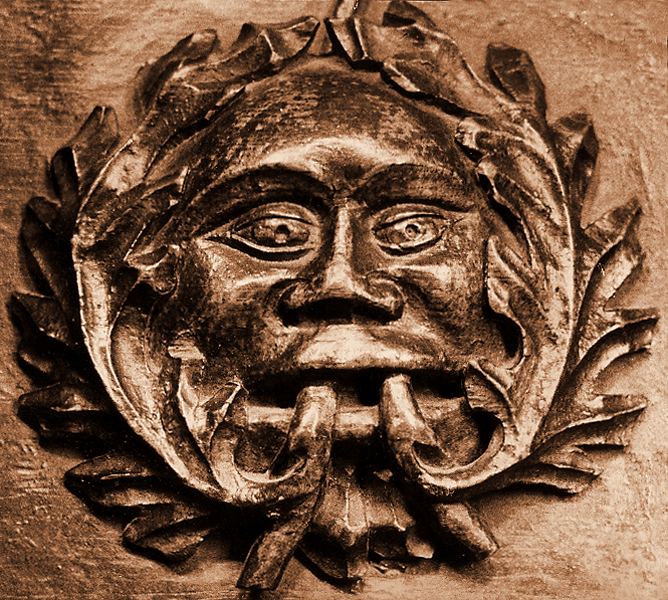
Зелёный человек. Церковь св. Лаврентия в Лудлоу, Шропшир
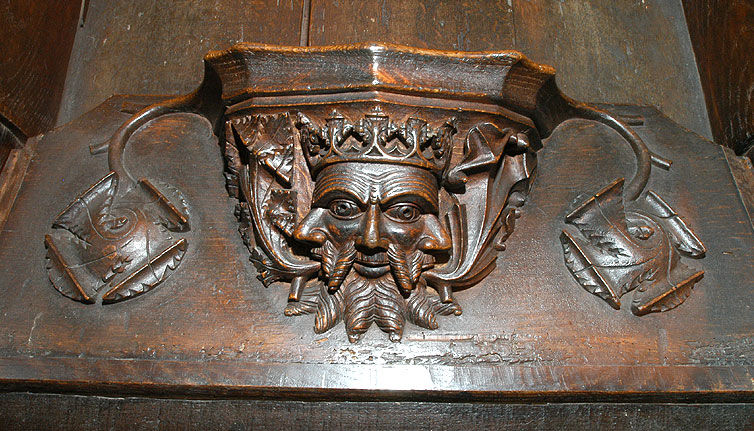
Зелёный человек с тремя лицами. Картмелский приорат, Камбрия
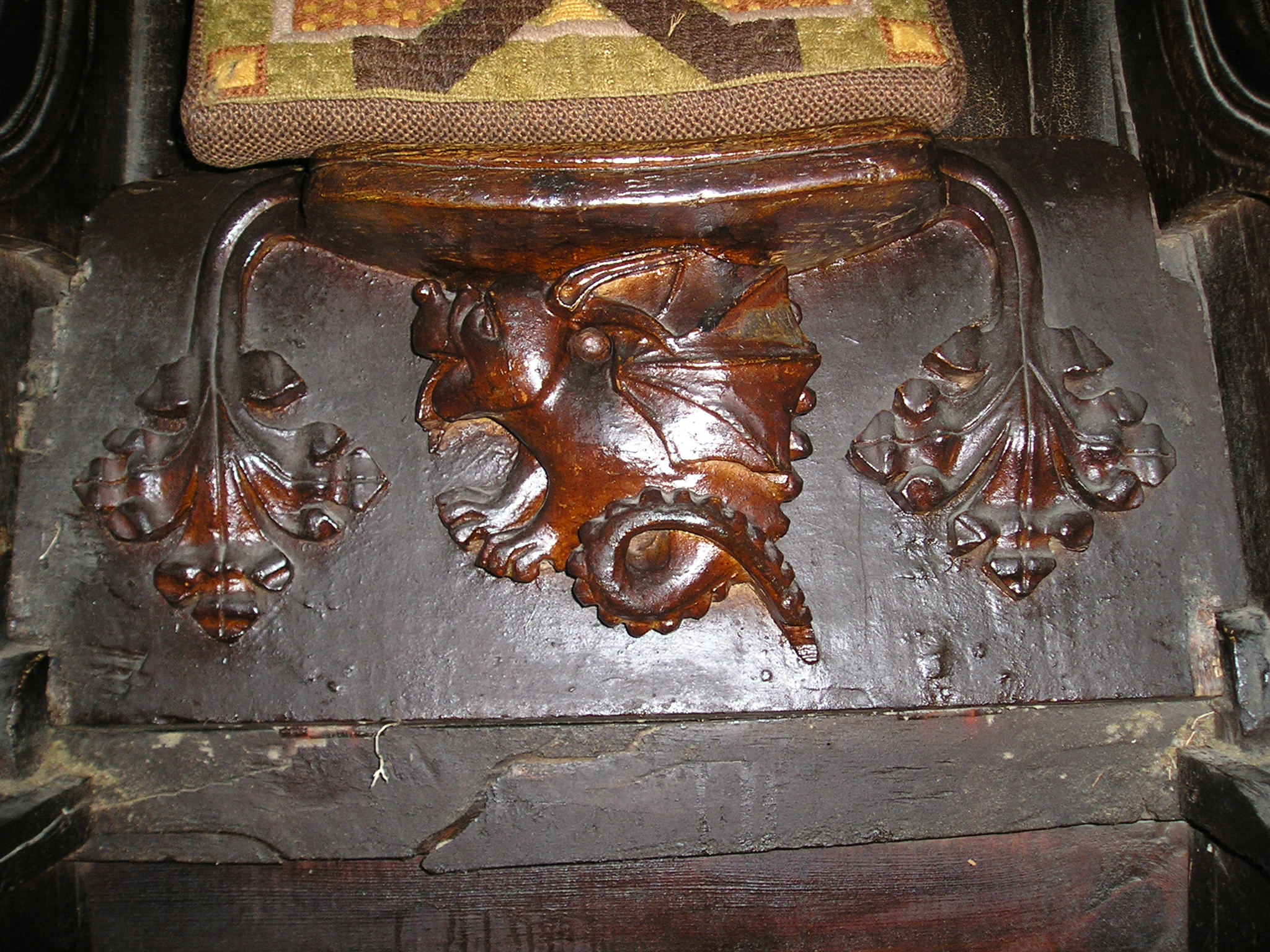
Виверна. Грейт-Мальвернский приорат, Вустершир
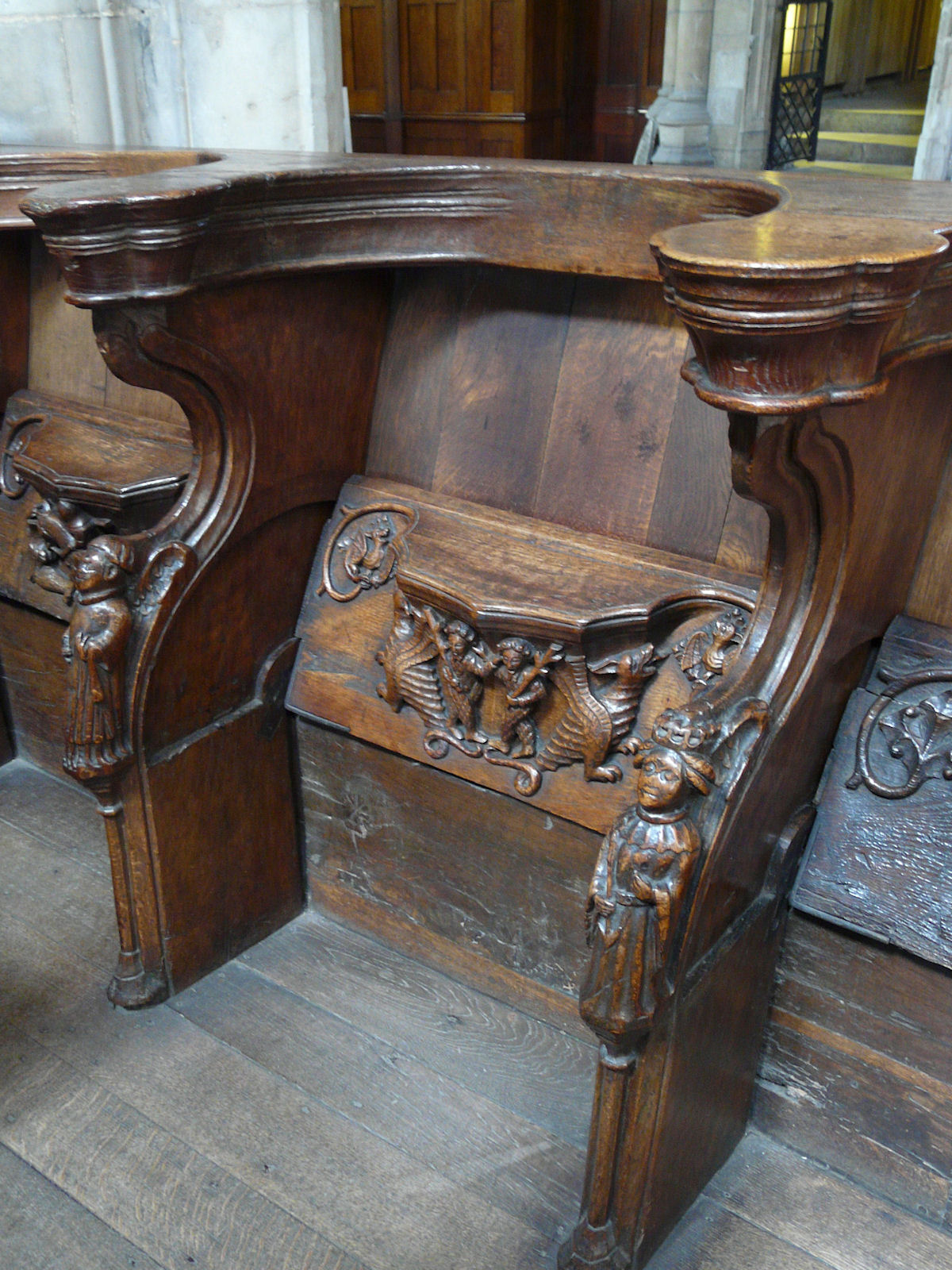
Дикий человек и виверны. Беверли-минстер, Вост. Йоркшир
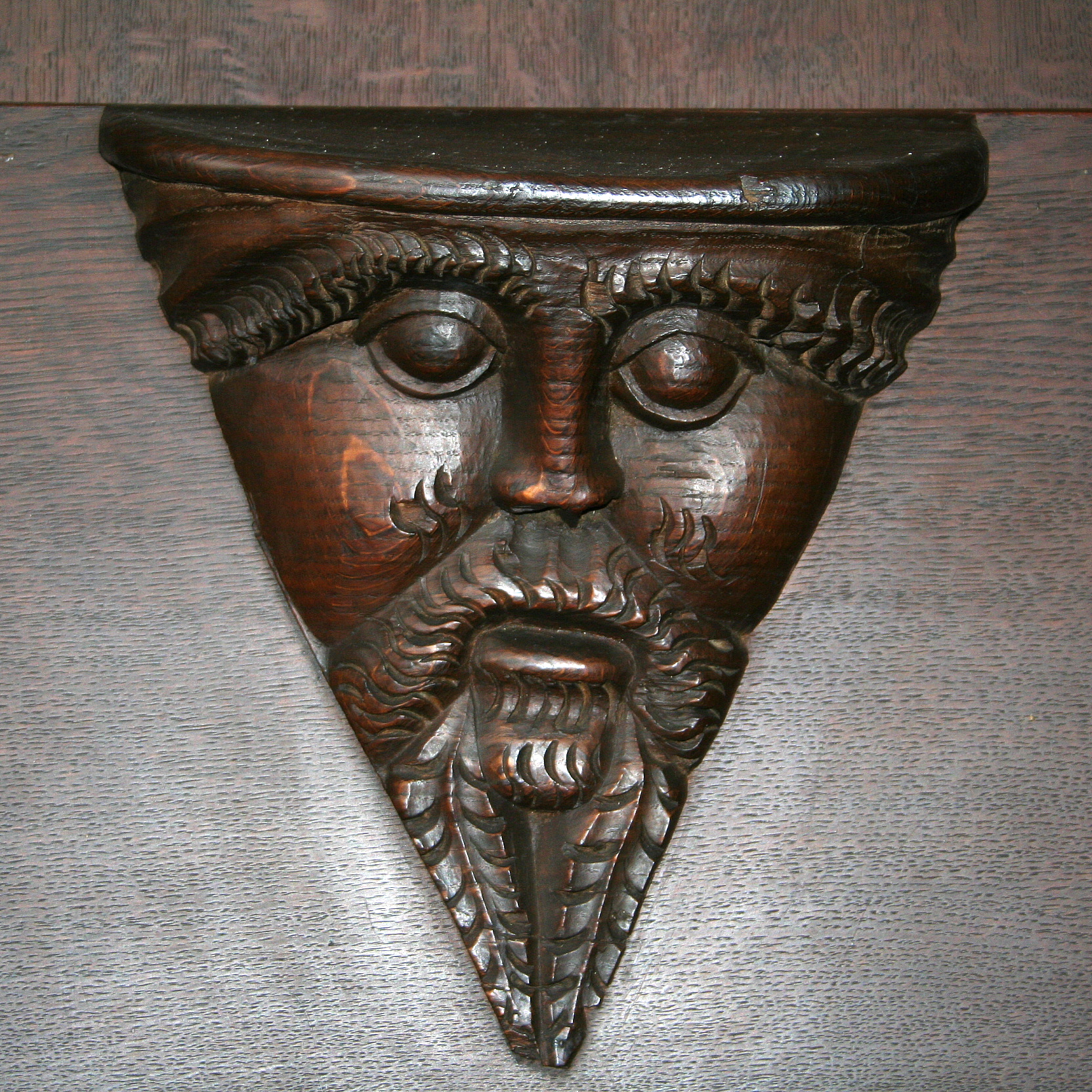
Феодал. XIII в. Аббатство св. Аделена, Hastière-par-delà, Бельгия
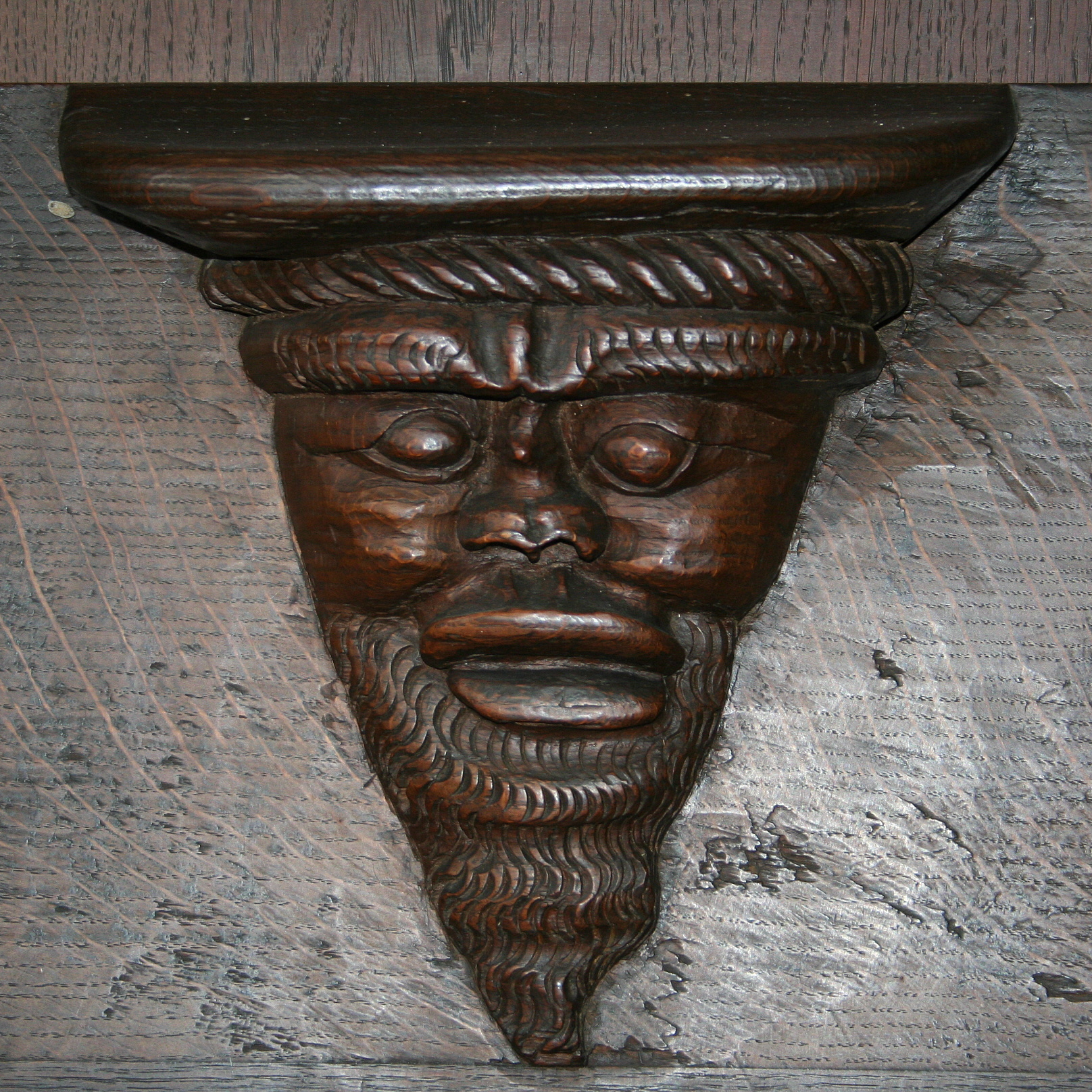
Неверный (турок). XIII в. Аббатство св. Аделена, Hastière-par-delà, Бельгия
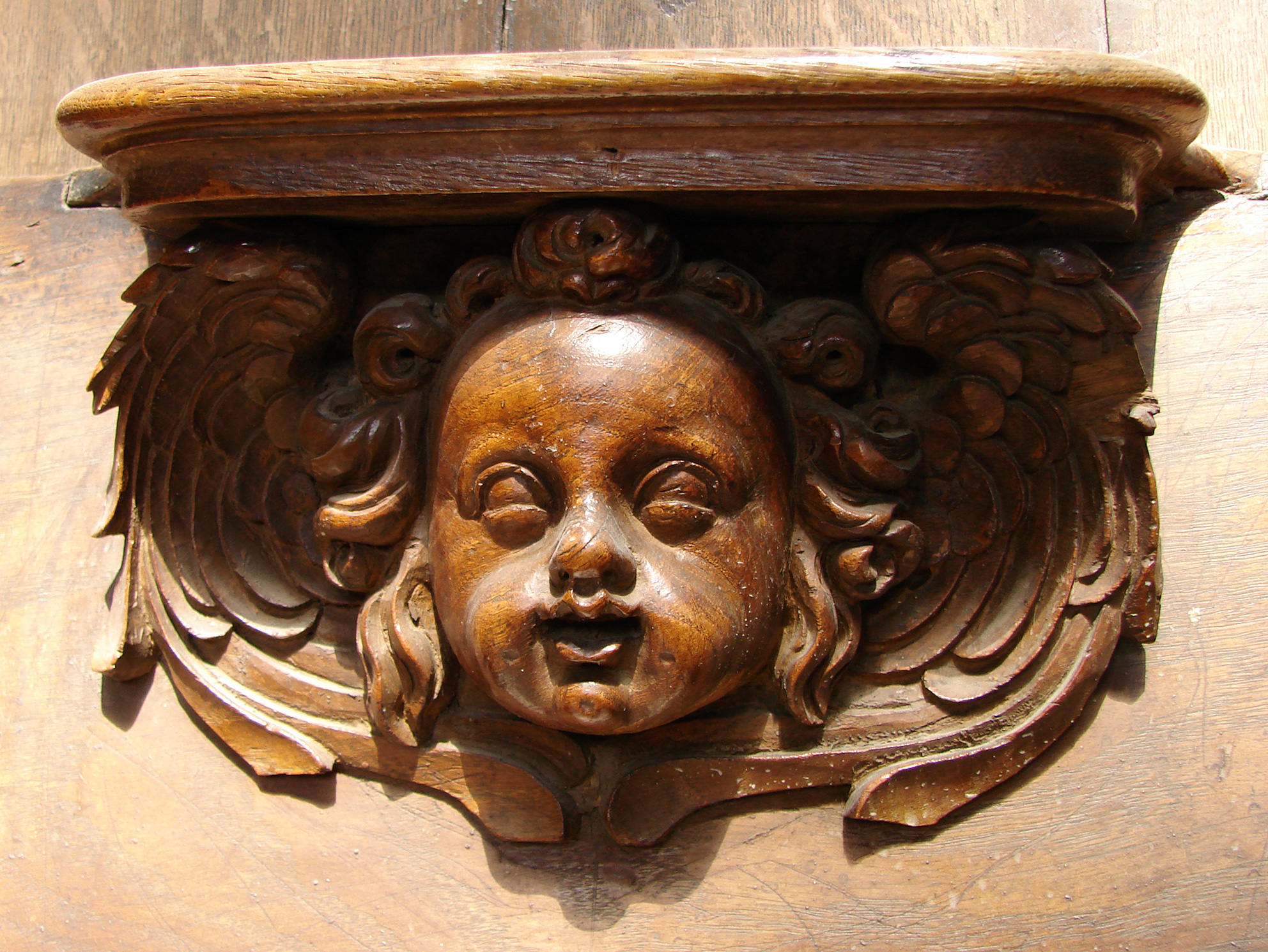
Собор в Мо, Франция
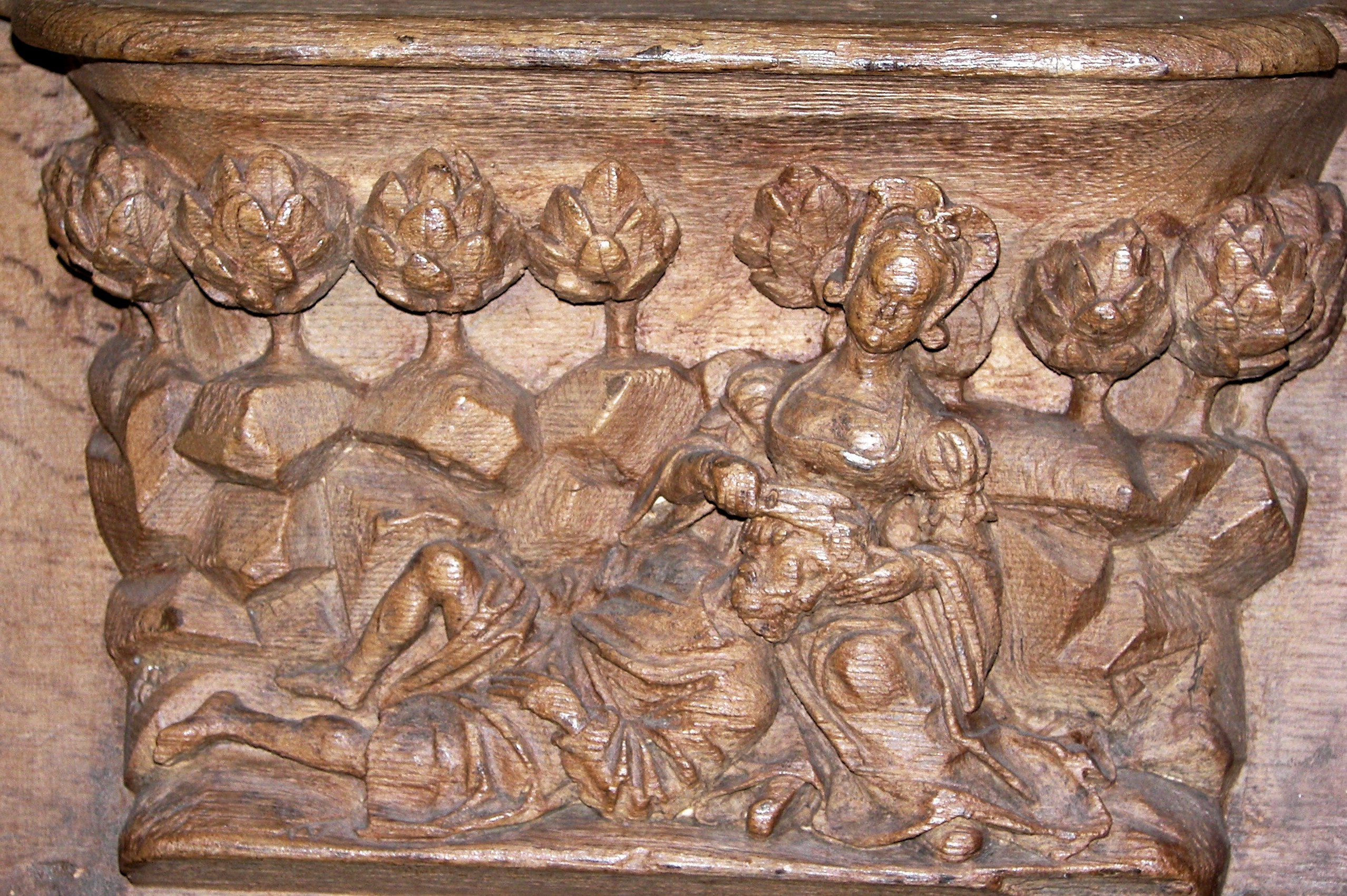
Самсон и Далила. Церковь св. Марселя, Villabé, Франция
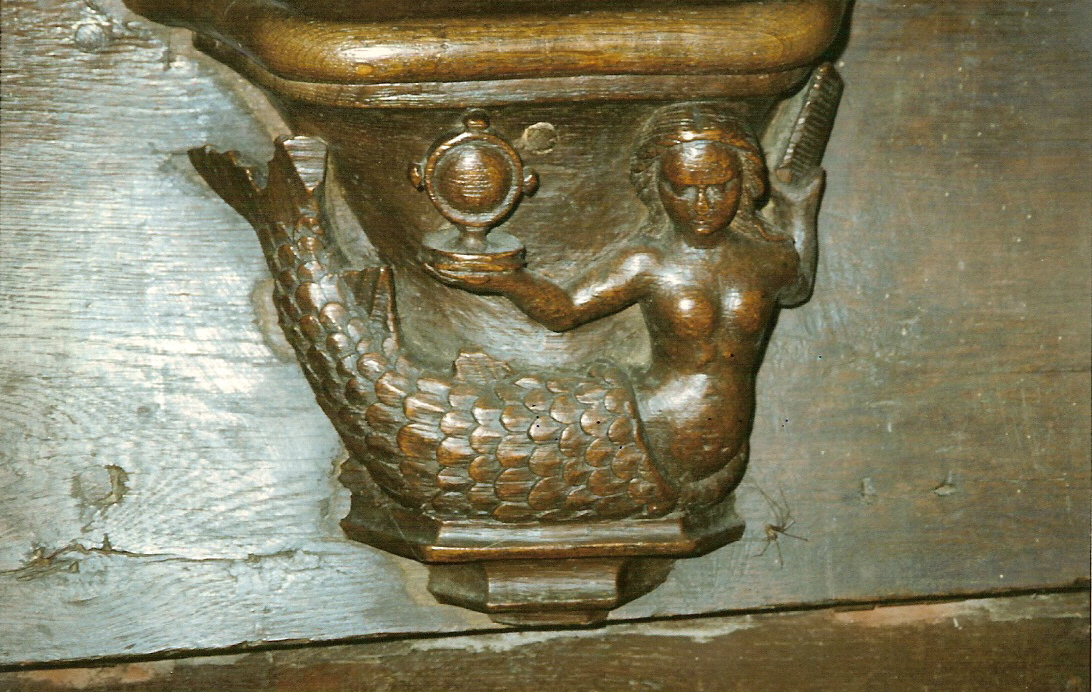
Русалка — символ тщеславия. Лез-Андели, деп. Эр, Франция
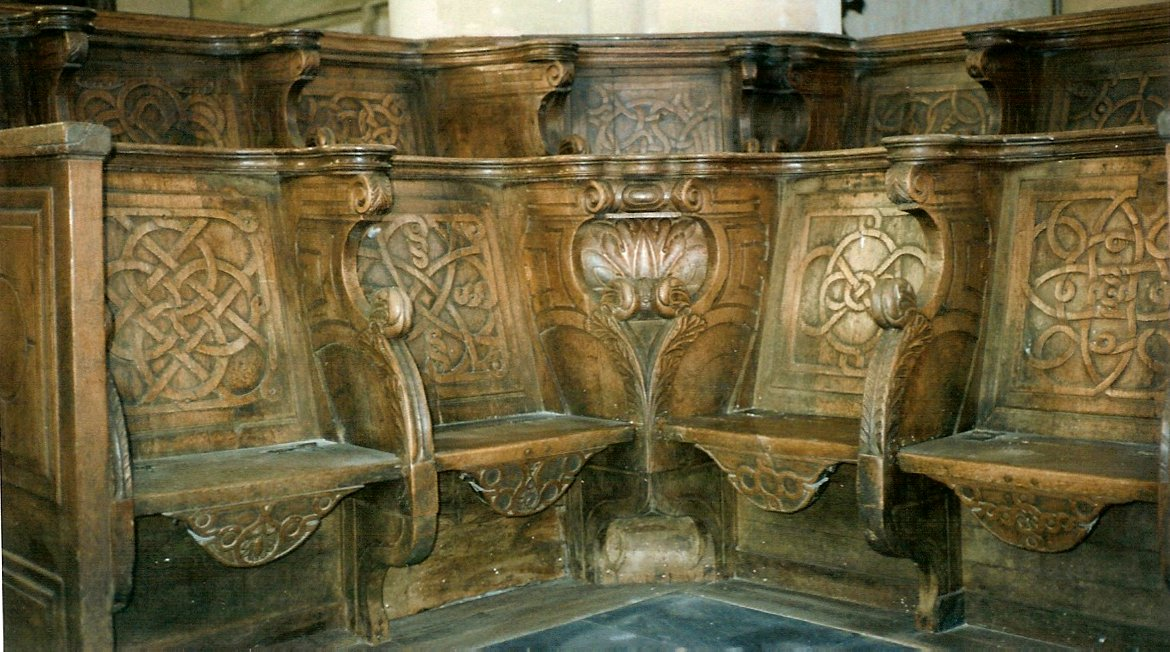
Места для клириков на хорах. Церковь святого Петра в Кутансе, Франция
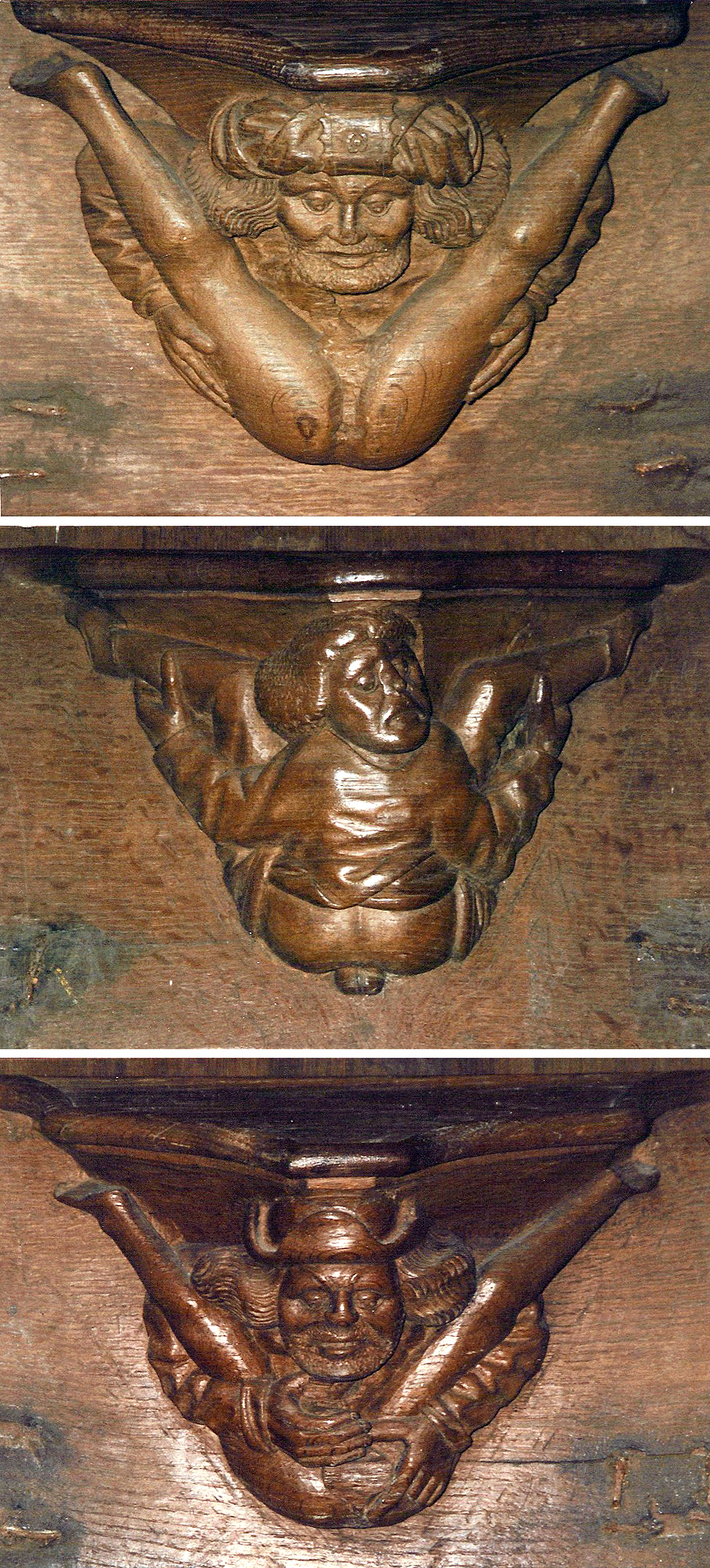
Эксгибиционгисты. Собор Трегье, Бретань, Франция
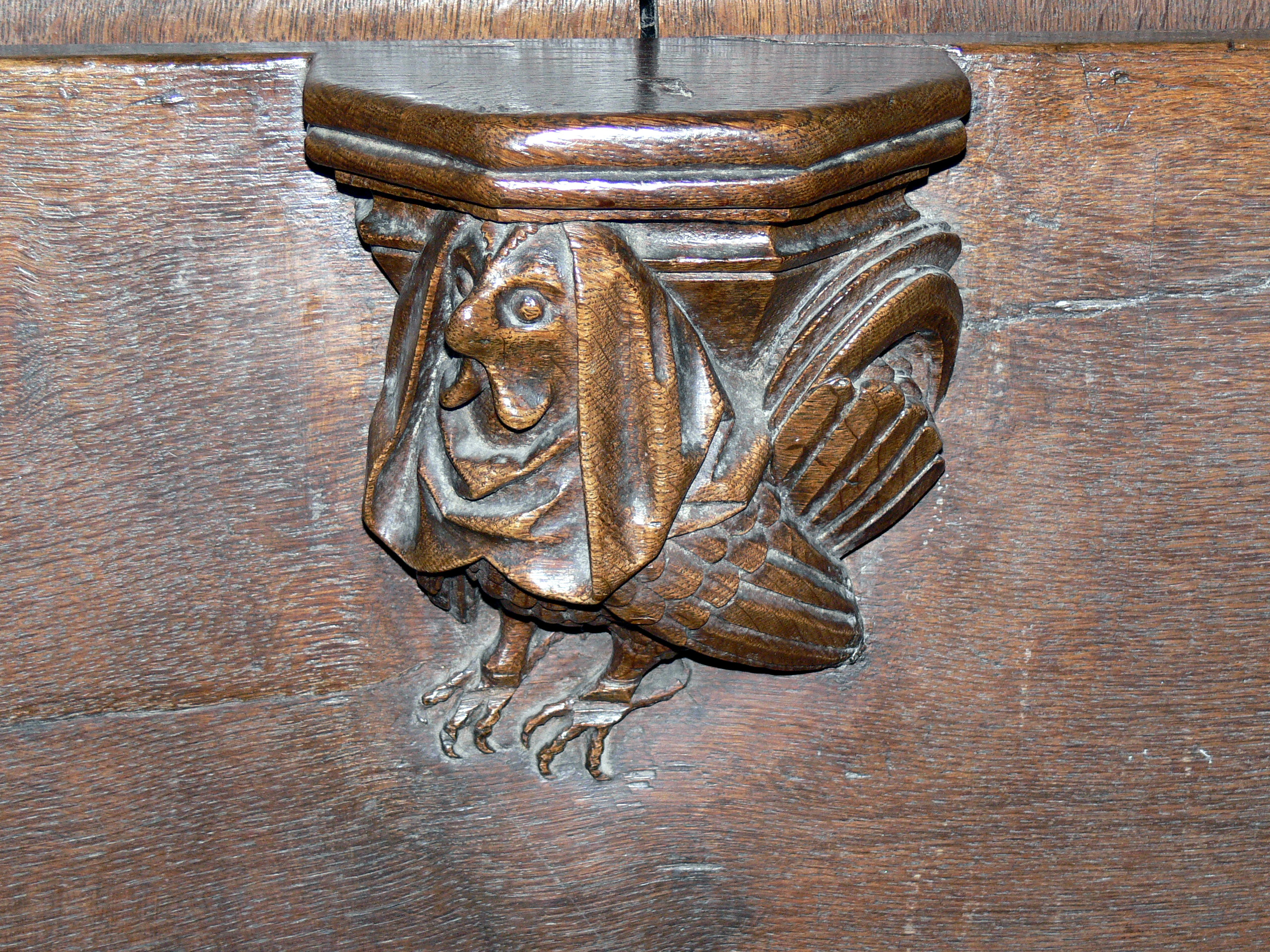
Гарпия. Ульмский собор, Германия
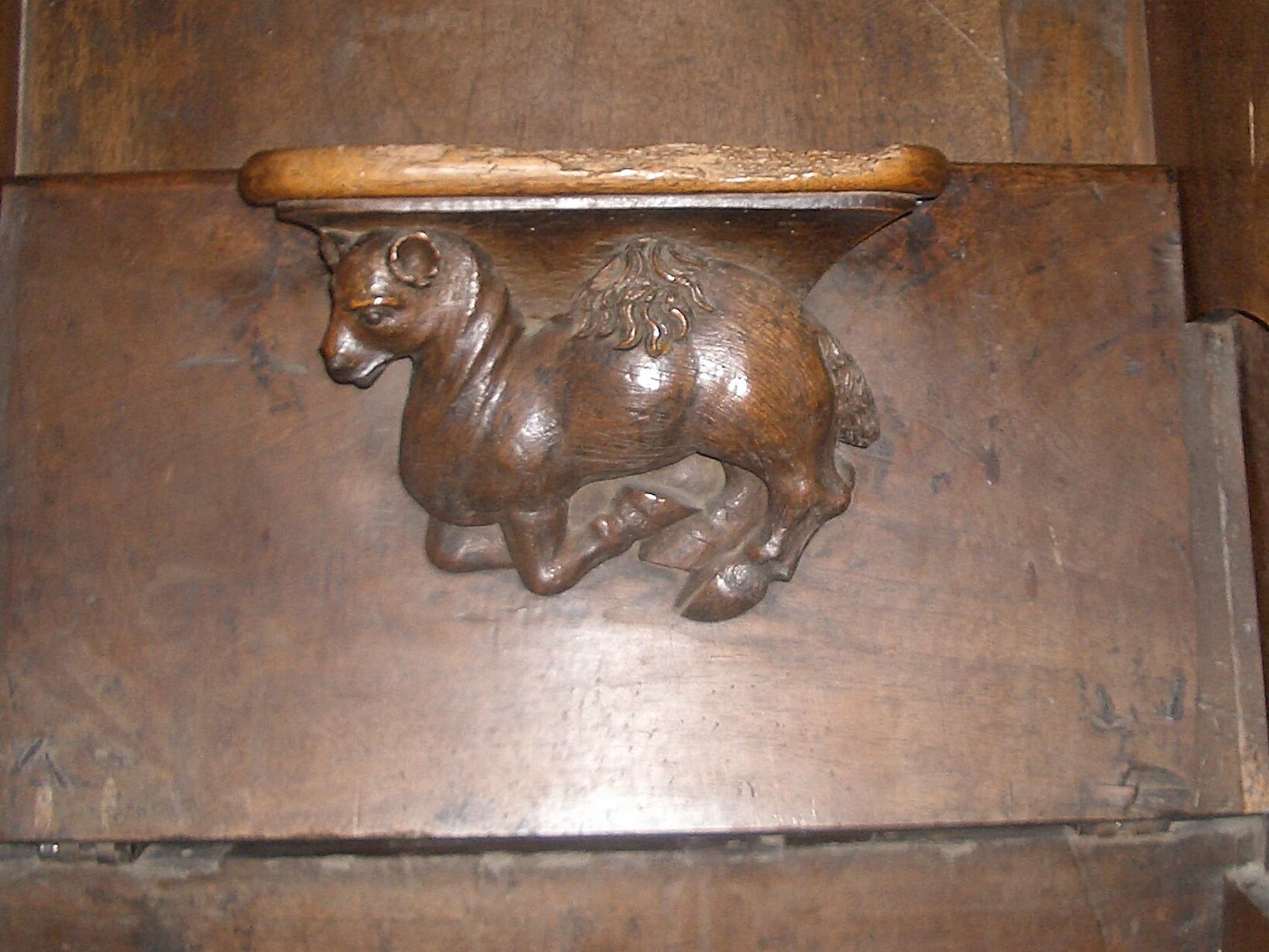
Верблюд? Церковь св. Аосто, Италия
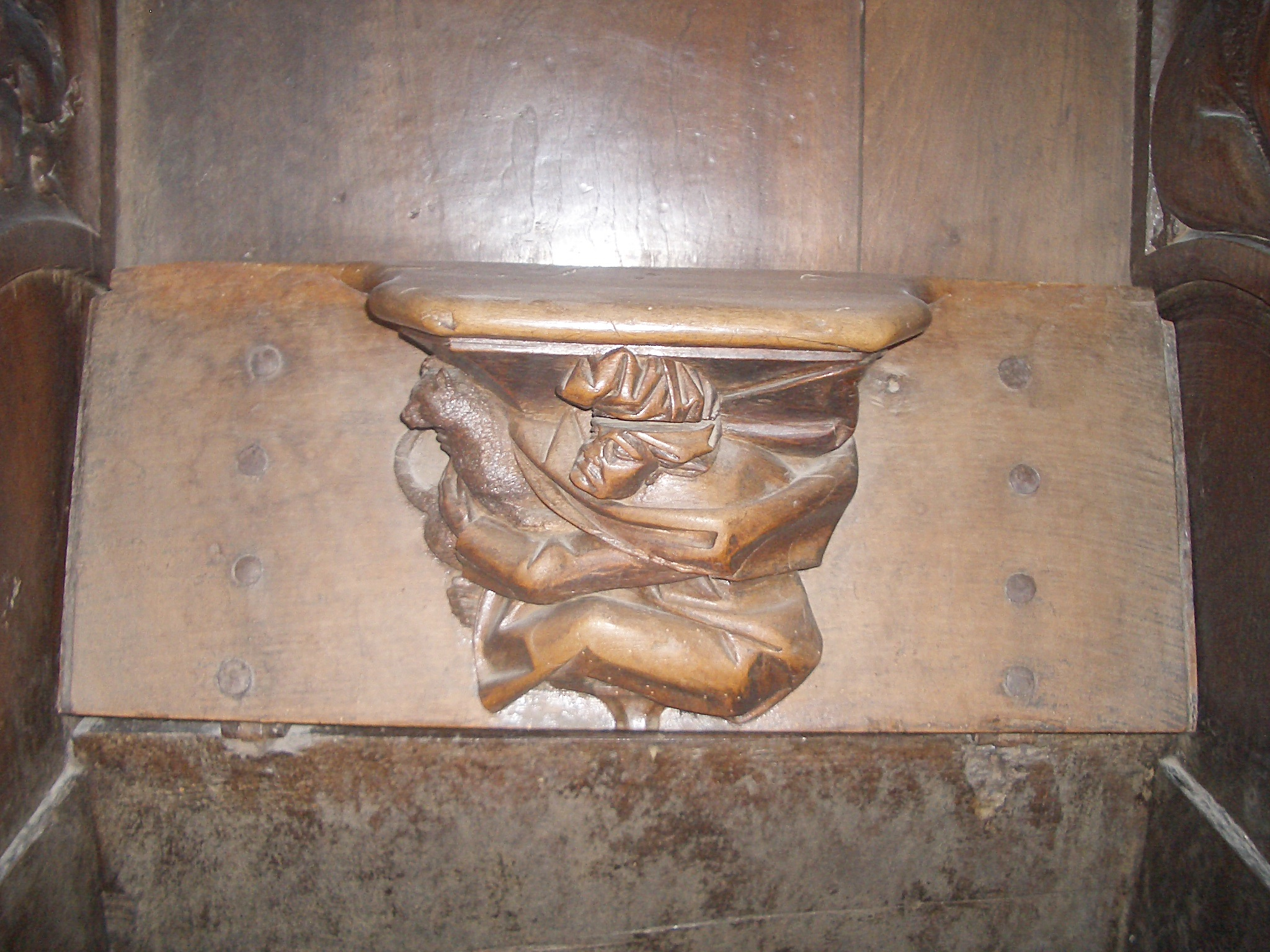
Ловля кота? Леонский собор, Испания
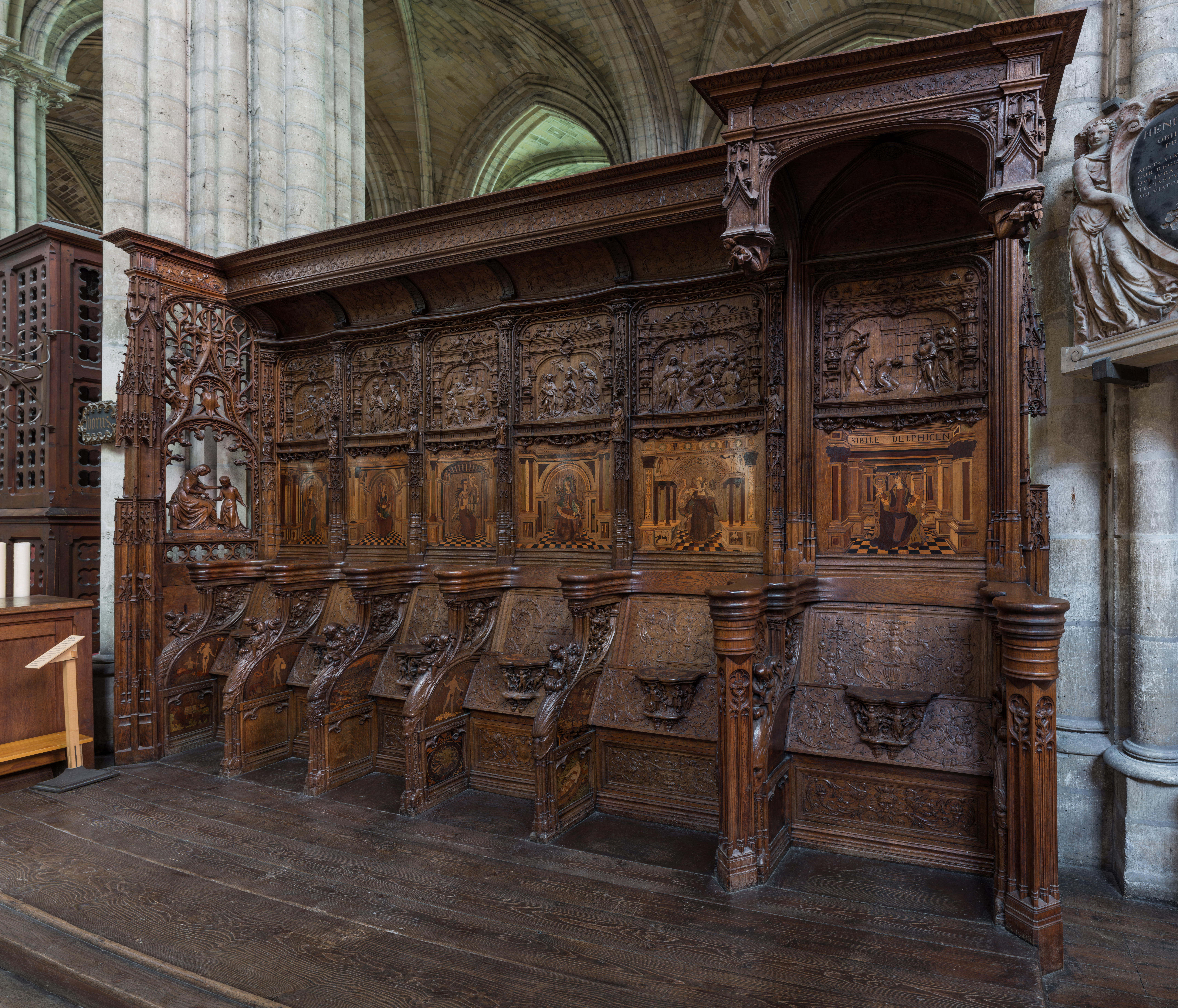
Базилика Сен-Дени, нач. XVI в.
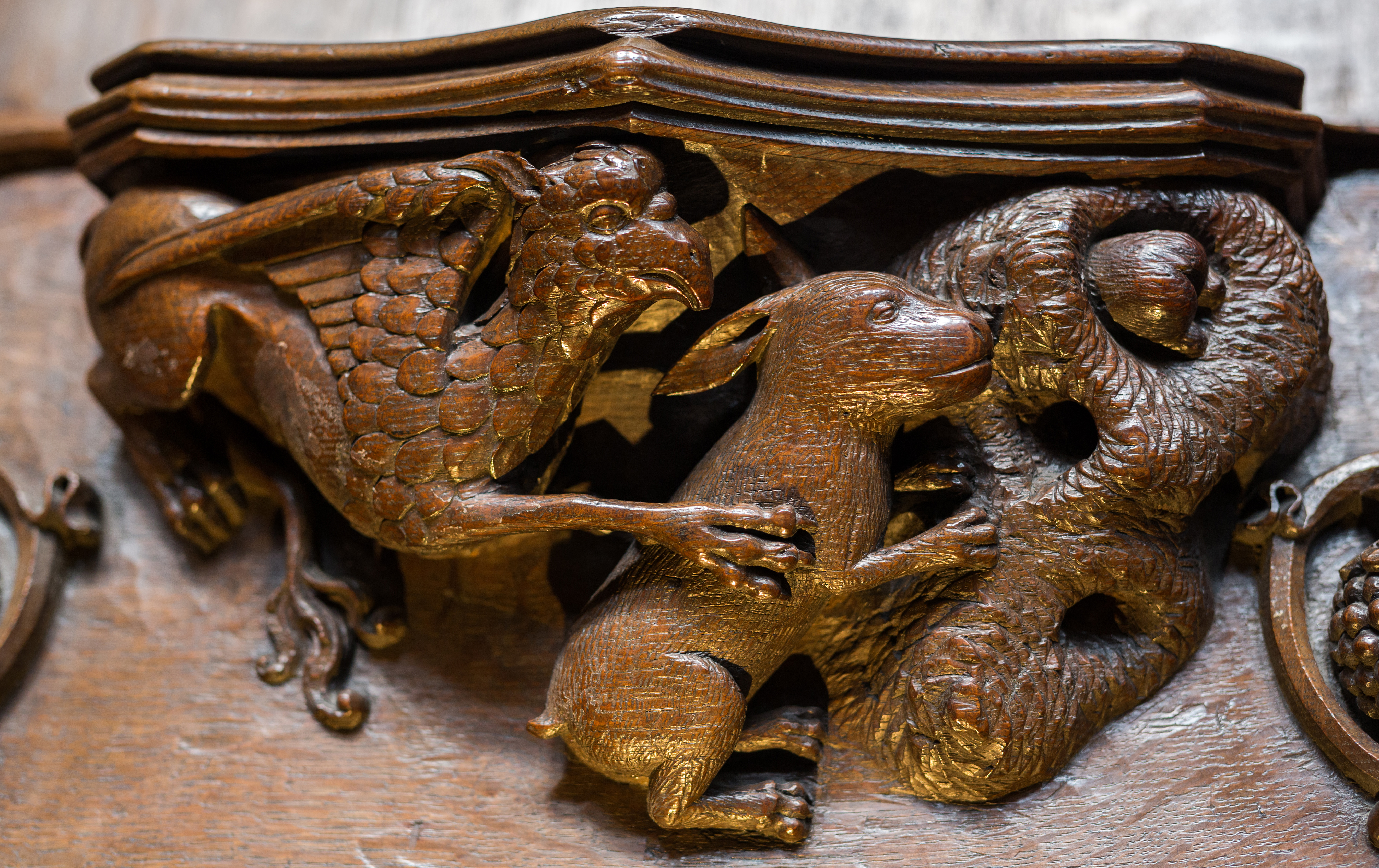
Мизерикордия Рипонского собора, вдохновившая Кэрролла на образы грифона и кролика